# New York Marriott Marquis
Le New York Marriott Marquis est un gratte-ciel de 175 mètres de hauteur construit à New York aux États-Unis en 1985. Il est situé le long de Broadway sur Times Square.
Il abrite quatre salons, la plus grande salle de bal de Manhattan, le Marquis Theatre un théâtre de 1 500 places sur 3 étages, 8 000 m² d'espace de réunions, de banquet et d'exposition, 1946 chambres d'hôtels de la chaine Marriott sur 56 étages ainsi que secondairement des bureaux .
Le bâtiment compte quatre restaurants dont « The View » le plus célèbre et l’un des plus hauts de New York qui offre une vue imprenable et des prix abordables.
L'immeuble a été conçu dans un style brutaliste par John Portman, spécialiste de la conception d'hôtels.
L'hôtel comprend un atrium éclairé naturellement, haut de 122 mètres de hauteur autour duquel les chambres de l'hôtel sont groupées, comme dans d'autres hôtels conçus par Portman.
Le projet de l'immeuble a été annoncé dès 1972 et l'architecte John Portman en a été l'un des promoteurs en réunissant 90 % du financement nécessaire.
Il a été rénové en 2007 pour un coût de 150 millions de $ avec de nouveaux ascenseurs à grande vitesse, de nouvelles chambres, et de nouveaux escalators.